# مادامپه
مادامپه (به لاتین: Madampe) یک منطقهٔ مسکونی در سری‌لانکا است که در ناحیه پوتالام واقع شده‌است.